# Evangelische Kirche Wallau (Hofheim am Taunus)

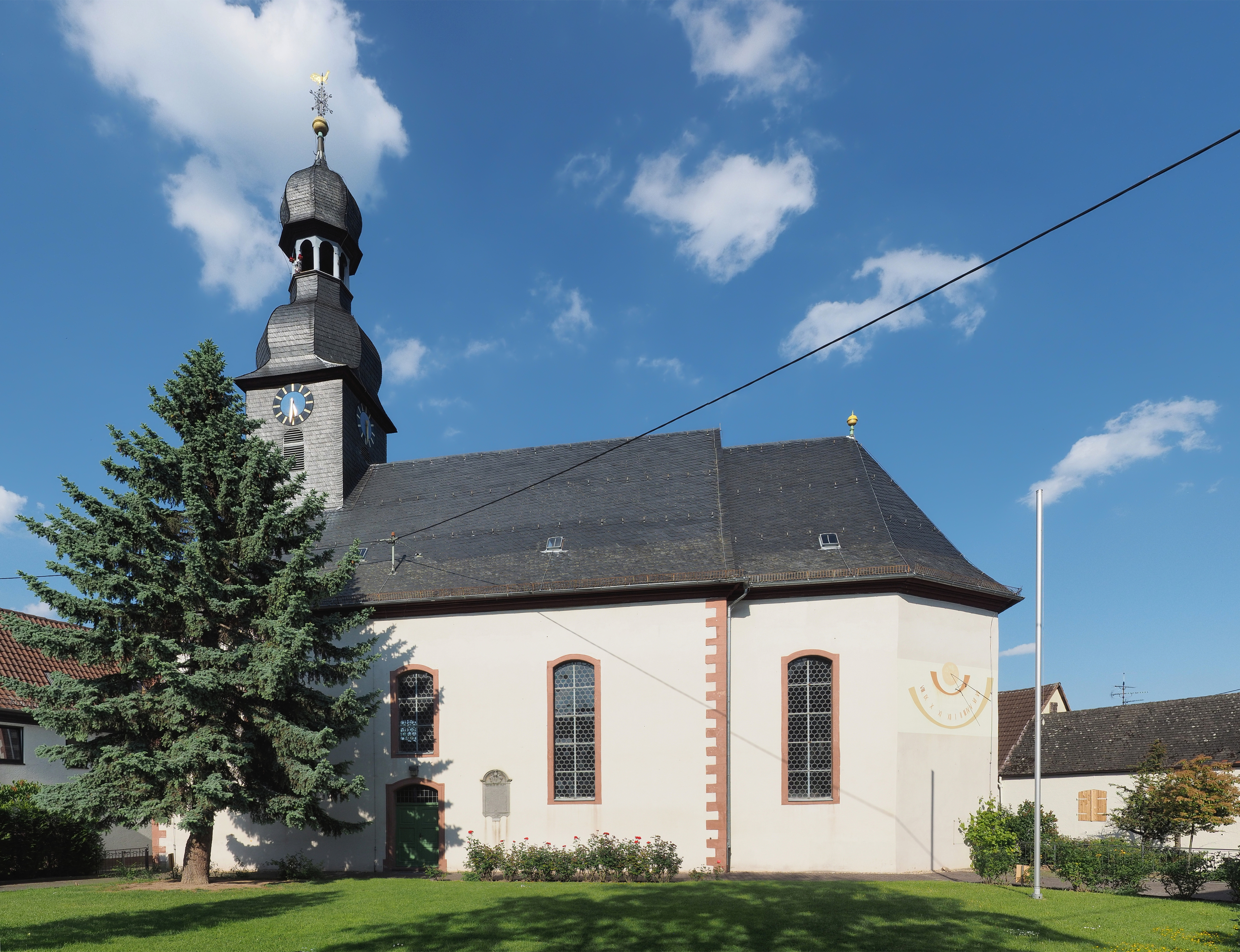
Evangelische Kirche Wallau (Hofheim am Taunus)

Die Evangelische Kirche Wallau (Hofheim am Taunus) ist ein denkmalgeschütztes Kirchengebäude, das in Wallau steht, einem Stadtteil der Gemeinde Hofheim am Taunus im Main-Taunus-Kreis in Hessen. Die Kirchengemeinde gehört zum Dekanat Wiesbaden in der Propstei Rhein-Main der Evangelischen Kirche in Hessen und Nassau.

## Geschichte
Die erste Kirche wird urkundlich am 29. April 1258 erwähnt. In der Nacht zum 24. August 1678 fiel die Kirche einem Brand zum Opfer. 1680 wurde sie wieder aufgebaut. Weil sie baufällig war, wurde am 8. März 1741 der Grundstein  für eine neue und größere Kirche an gleicher Stelle gelegt. Ihre Einweihung fand dann am 7. Oktober 1742 statt.

## Beschreibung
Die barocke Saalkirche hat einen leicht eingezogenen, dreiseitig geschlossenen Chor. Aus dem Satteldach des Kirchenschiffs erhebt sich im Westen ein quadratischer Dachreiter, der die Turmuhr und den Glockenstuhl beherbergt und mit einer Welschen Haube bedeckt ist. Von den drei 1812 gegossenen Kirchenglocken blieb nur die kleinste erhalten, die beiden anderen wurden im Ersten bzw. Zweiten Weltkrieg eingeschmolzen und erst 1955 von der Glocken- und Kunstgießerei Rincker ersetzt. 
Der Innenraum ist mit einer Spiegelgewölbe überspannt, das mit Stuck verziert ist. Die Kirchenausstattung stammt aus der Bauzeit. Auf marmorierten hölzernen Säulen stehen an den Längsseiten Emporen. Die Orgel mit 16 Registern, einem Manual und einem Pedal, die auf und der Empore im Chor steht, wurde 1754 von Johann Christian Köhler gebaut.